# انجا کولبی
آنجا کولبی (به انگلیسی: Anja Coleby؛ زادهٔ ۳۰ سپتامبر ۱۹۷۱) بازیگر، مدل، گزارشگر و تهیه‌کننده استرالیایی است.
او در فیلم سالی که صدای من شکست بازی کرده‌است.

## زندگی‌نامه
انجا کولبی در سیدنی از مادری سوئدی و پدری انگلیسی زاده شده و خواهر بازیگر استرالیایی، کنراد کولبی است.
او حدوداً ۱۰ سال قبل از شروع حرفه بازیگری، مدرک روزنامه‌نگاری‌اش را از دانشگاه چارلز استورت نیو ساوت ولز دریافت کرد. بعدها وی با رشته علوم تجربی در دانشگاه مکواری سیدنی فارغ‌التحصیل شد و پس از آن به عنوان یک محقق برای «انجمن جغرافیای ملی و سرگرمی بکر» کار کرده‌است.

او همچنین مدل شنای مجله ورزشی استرالیایی «اینساید اسپورت» نیز می‌باشد.